# Oer (Adelsgeschlecht)

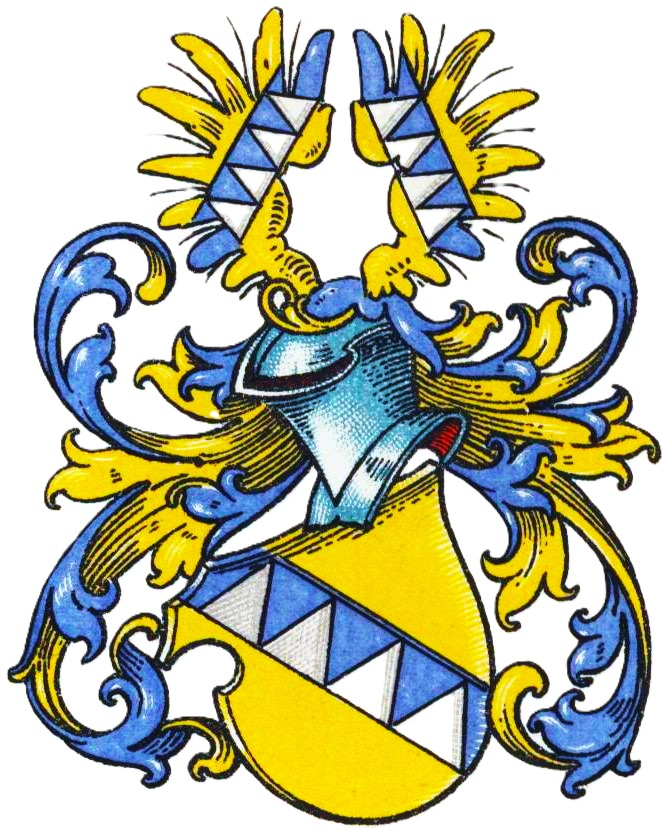
Stammwappen derer von Oer im Wappenbuch des Westfälischen Adels

Oer ist der Name eines alten westfälischen Adelsgeschlecht des Vestes Recklinghausen.

## Geschichte

### Kölner Ministeriale
Ursprung der Familie von Oer war die Villikation Oer. Daraus ging der heutige Stadtteil Oer von Oer-Erkenschwick hervor. Ausgegraben wurde dort eine Motte. Der Oberhof Oer mit zahlreichen Unterhöfen gelangte in den Besitz des Erzbistums Köln und war seit dem 12. Jahrhundert eine Grundherrschaft des Domkapitels.
Erster bekannter Namensträger des Geschlechts war Henricus de Ore, der 1189 urkundlich als Zeuge erwähnt wird. Die Stammreihe beginnt mit dem Ritter Godefridus de Uore (Gottfried von Oer), der urkundlich im Jahr 1204 bei der erblichen Übertragung des Schultheißenamtes belegt ist.
Das Geschlecht gehörte zu den Ministerialen im kurkölnischen Nebenland Vest Recklinghausen. Einige Töchter der Familie traten in das Zisterzienserinnenkloster Flaesheim ein. Über das Vest Recklinghausen spielten die Oer auch im Herzogtum Westfalen, dem zweiten westfälischen Besitz der Erzbischöfe beziehungsweise Kurfürsten von Köln, zeitweise eine bedeutende Rolle. Zwei von ihnen amtierten als Marschall von Westfalen beziehungsweise als Landdrost, das heißt als Stellvertreter des Kurfürsten in seiner Eigenschaft als Herzog von Westfalen. Ähnliche bedeutende Funktionen nahmen Mitglieder der Familie auch im 14. und 15. Jahrhundert im Vest Recklinghausen ein.

### Ansatz einer unabhängigen Herrschaft

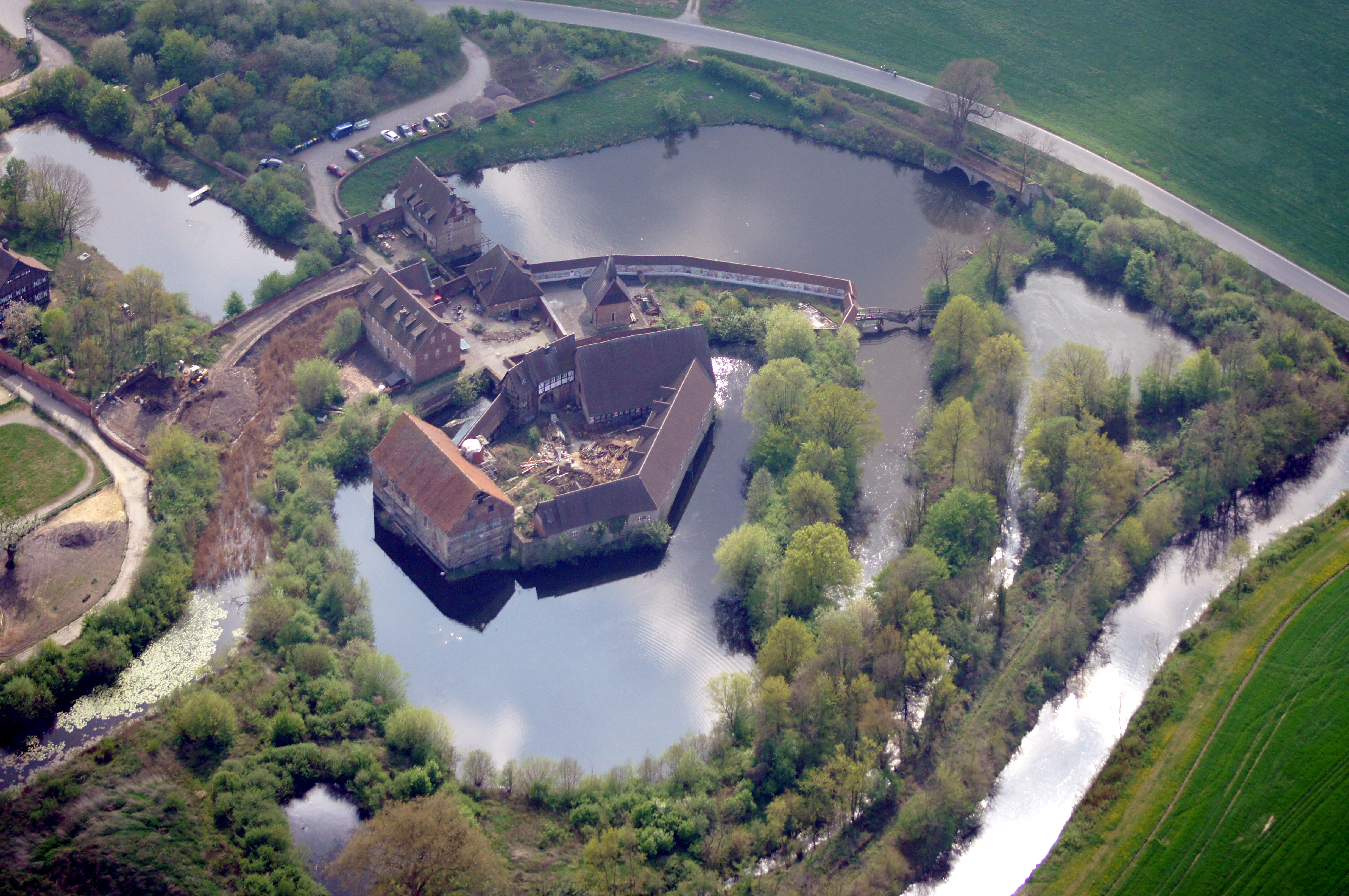
Burg Kakesbeck, ca. 1385 bis 1684 im Besitz der Familie

Im Jahr 1389 wurde Oer Pfand- beziehungsweise Eigenbesitz eines Heidenreich von Oer. Dieser hatte seinen Sitz nun auf der Horneburg im heutigen Stadtgebiet von Datteln. Dessen Sohn Heinrich versuchte den Besitz in eine von Köln unabhängige Herrschaft zu verwandeln. Er scheiterte damit allerdings an einem Bündnis aus Erzbischof Dietrich von Moers und dem Grafen Adolf von Kleve und Berg. Die Verbündeten nahmen 1410 die Horneburg ein. Im Jahr 1417 gelang es, von Kaiser Sigismund das Recht auf die Hochgerichtsbarkeit zu erwirken, aber auch dies wurde der Familie von Oer wieder entzogen. Heinrich von Oer musste sich 1418 erneut unterwerfen.
Die Familie von Oer verlor daraufhin ihren Besitz im Vest Recklinghausen. Die Familie lebte zunächst auf der Rauschenburg im Gebiet des Hochstifts Münster. Auch von dort wurde sie 1436 auf Geheiß der Kölner Erzbischöfe vertrieben und lebte danach auf Burg Kakesbeck bei Lüdinghausen.

### Frühe Neuzeit

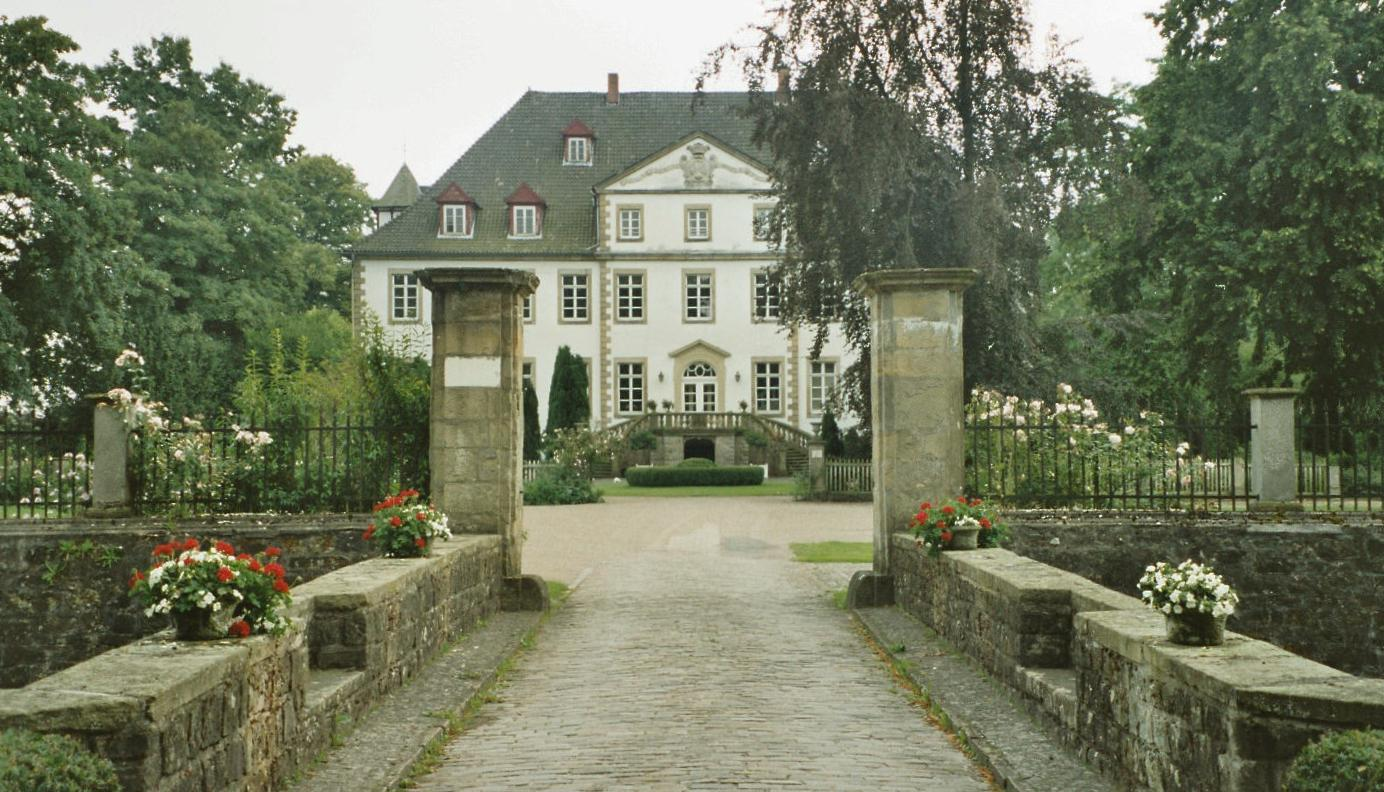
Rittergut Bruche

Im Jahr 1500 kam durch Heirat das Rittergut Bruche im Hochstift Osnabrück in den Besitz derer von Oer. Dem folgten weitere Besitzungen in diesem Territorium, namentlich 1683 Gut Langelage in Bohmte. Nach der Reformation trat der größte Teil der Familie zur lutherischen Konfession über. Aus der Linie Bruche ging unter anderem Hermann Philipp von Oer hervor. Dieser war hannoverscher Generalleutnant, der im Dienste der Republik Venedig gegen die Osmanen kämpfte.
Weitere Mitglieder der Familie dienten als Droste in verschiedenen Ämtern. Aus den katholisch gebliebenen Teilen stammten Domherren in Münster und Osnabrück. Es gab auch zahlreiche Stiftsdamen von Oer in einer Reihe von Damenstiften.
Der größte Teil des Besitzes im Hochstift Osnabrück fiel in der zweiten Hälfte des 18. Jahrhunderts durch Heirat an die Grafen zu Münster, die sich seither zusätzlich auch Freiherren von Oer nennen.

### 19./20. Jahrhundert

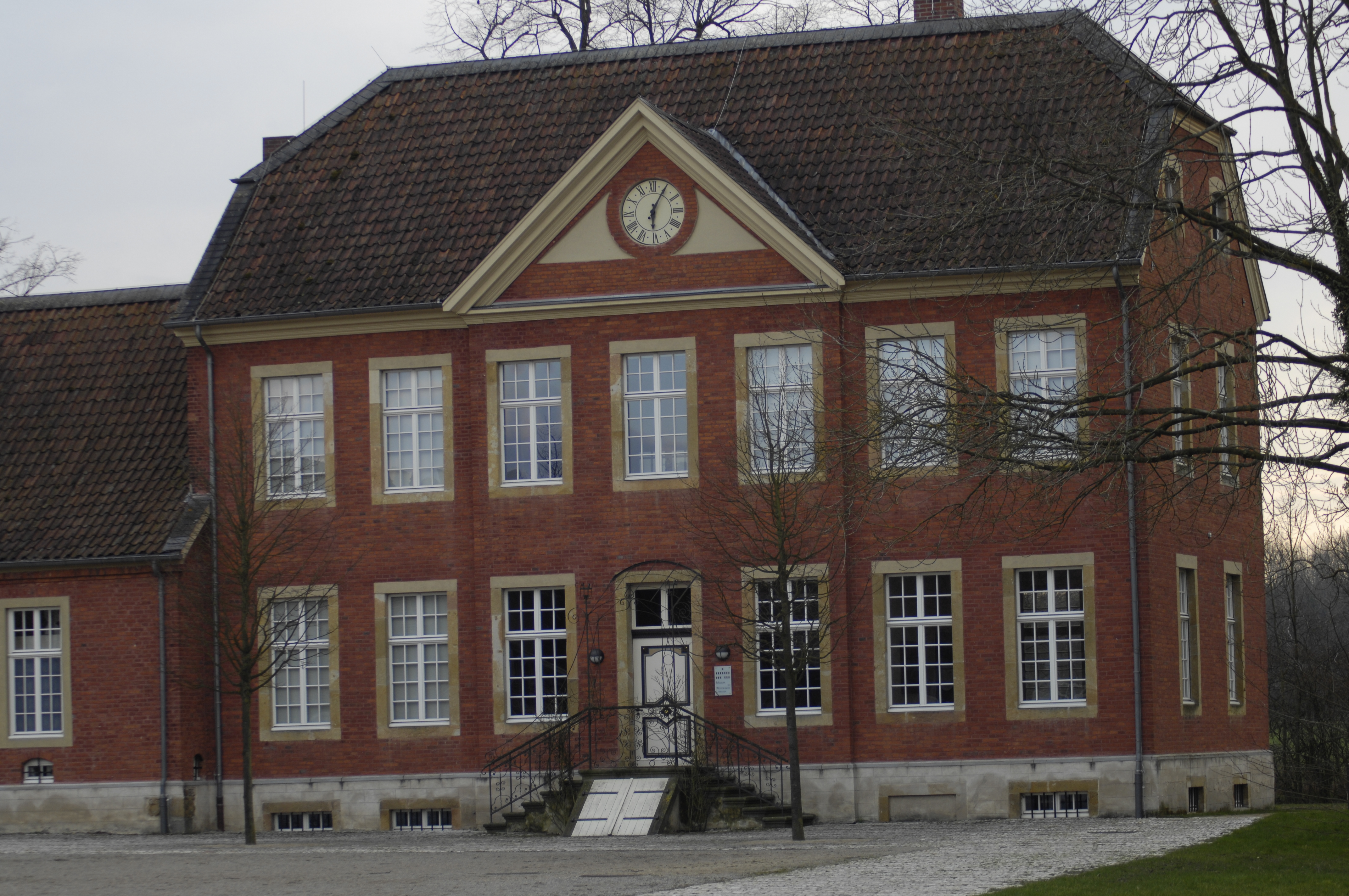
Haus Nottbeck

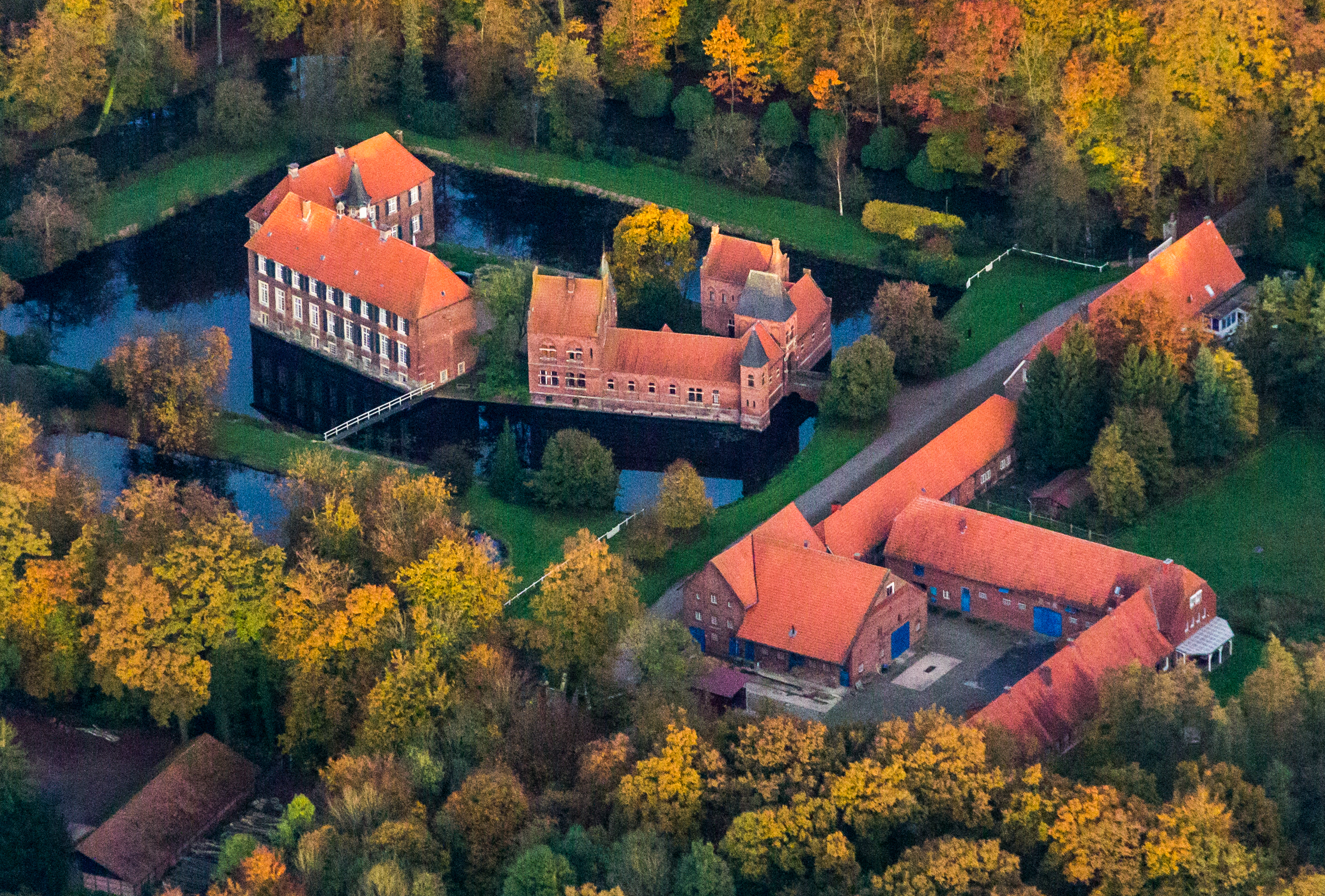
Haus Egelborg

Ludolf von Oer hatte 1458 Haus Nottbeck erworben. Von dort stammen der Jurist Maximilian von Oer (1806–1846) sowie der Maler Theobald Reinhold von Oer (1807–1885). Auch eine Tochter von diesem, Anna Maria von Oer (1846–1929), wurde Malerin. Der Sohn Alexander von Oer (1841–1896) wurde Professor für Straßen- und Eisenbahnbau und war zweiter Rektor der Technischen Hochschule Dresden. Ernst von Oer (1845–1925) war zunächst Erzieher am sächsischen Hof, trat später in den Benediktinerorden ein und war Verfasser geistlicher Schriften. Franz von Oer (1852–1930) war Domdechant in Graz und Kirchenhistoriker.
Im 17. Jahrhundert gelangte Haus Egelborg von den Herren von Billerbeck an die Freiherren von Oer, die es bis heute besitzen. Aus der Linie Egelborg stammen:
- Clemens von Oer (1895–1976), im Jahre 1945 übergangsweise Regierungspräsident des Regierungsbezirks Münster
- Antonius von Oer (1896–1968), Präsident des westfälisch-lippischen Landwirtschaftsverbandes
- Adrian von Oer (1924), Brigadegeneral
- Rudolfine von Oer (1930–2019), Professorin für Geschichte und ihre Didaktik.[1]

## Adelserhebungen
- Reichsfreiherrnstand am 12. November 1677 in Wien für den landgräflich hessischen Geheimen Rat Burghard von Oer, Gutsherr auf Kakesbeck, Dinkelburg (heute Ortsteil von Körbecke) und Crumbach. Das Gesamtgeschlecht führt seitdem unbeanstandet den Freiherrntitel, dessen Führung in Preußen durch die 1844 erfolgte Aufnahme in das amtliche „Verzeichnis der Familien, deren Freiherrnstand unzweifelhaft erscheint“, anerkannt ist.
- Königlich sächsischer Freiherrnstand am 13. Juni 1906 in Dresden für die Brüder Klemens Freiherr von Oer, königlich sächsischer Oberstleutnant z.D., Theobald Freiherr von Oer, königlich sächsischer Oberst z.D. und Maximilian Freiherr von Oer, königlich sächsischer Amtshauptmann in Marienberg, sowie für die weiblichen Mitglieder dieser Linie. Die Eintragung in das königlich sächsische Adelsbuch erfolgte am 13. Oktober 1906.

## Wappen

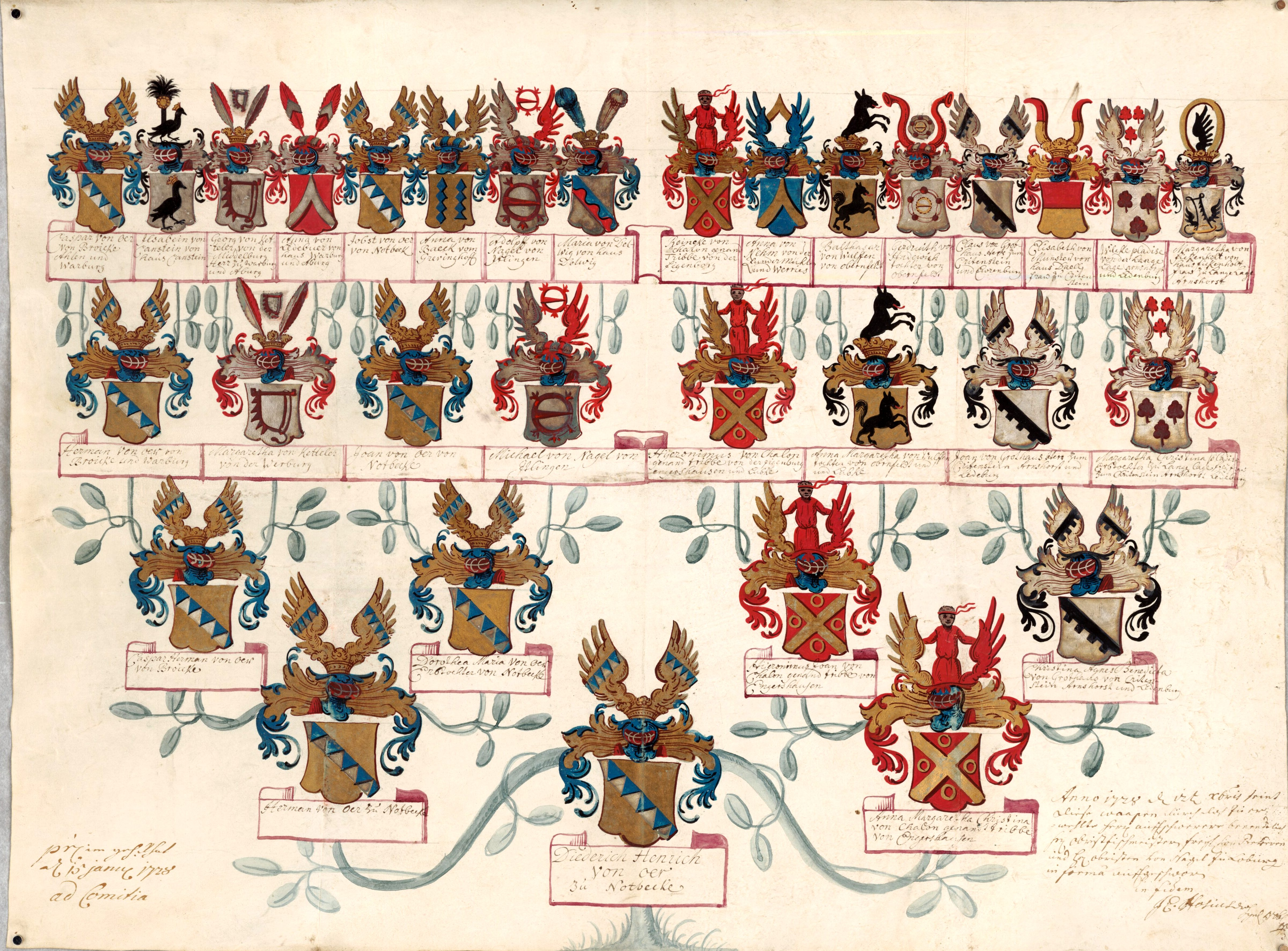
Aufschwörungstafel des Diederich Henrich von Oer

Das Stammwappen zeigt in Gold ein mit vier aneinander gereihten, oben und unten anstoßenden silbernen Spitzen belegten blauen Schrägrechtsbalken. Auf dem Helm mit blau-goldenen Decken ein offener, je schrägeinwärts mit dem Schrägbalken belegter goldener Flug.

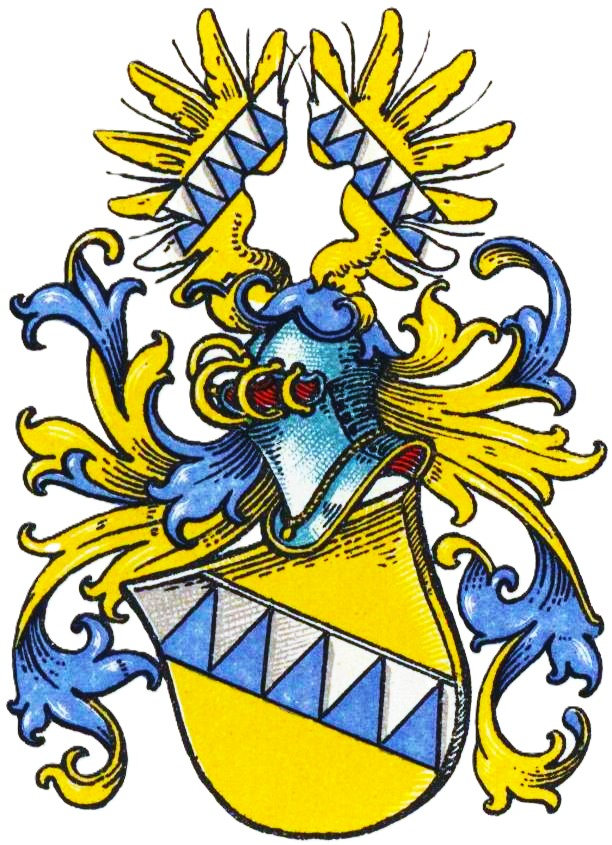
Wappen derer von Oer zu Bruche im Wappenbuch des Westfälischen Adels
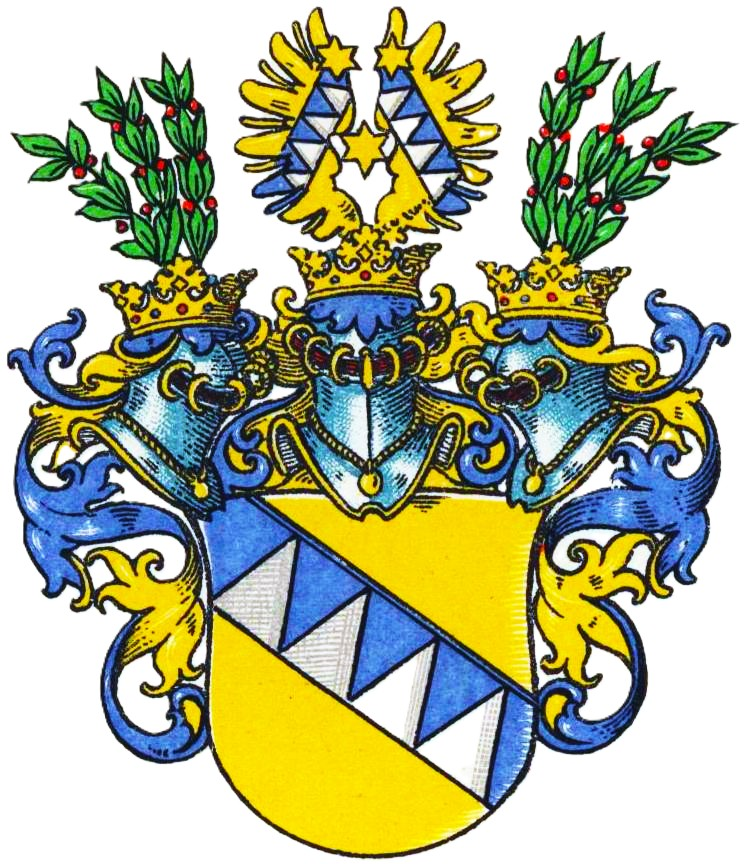
Wappen der Freiherren von Oer im Wappenbuch des Westfälischen Adels
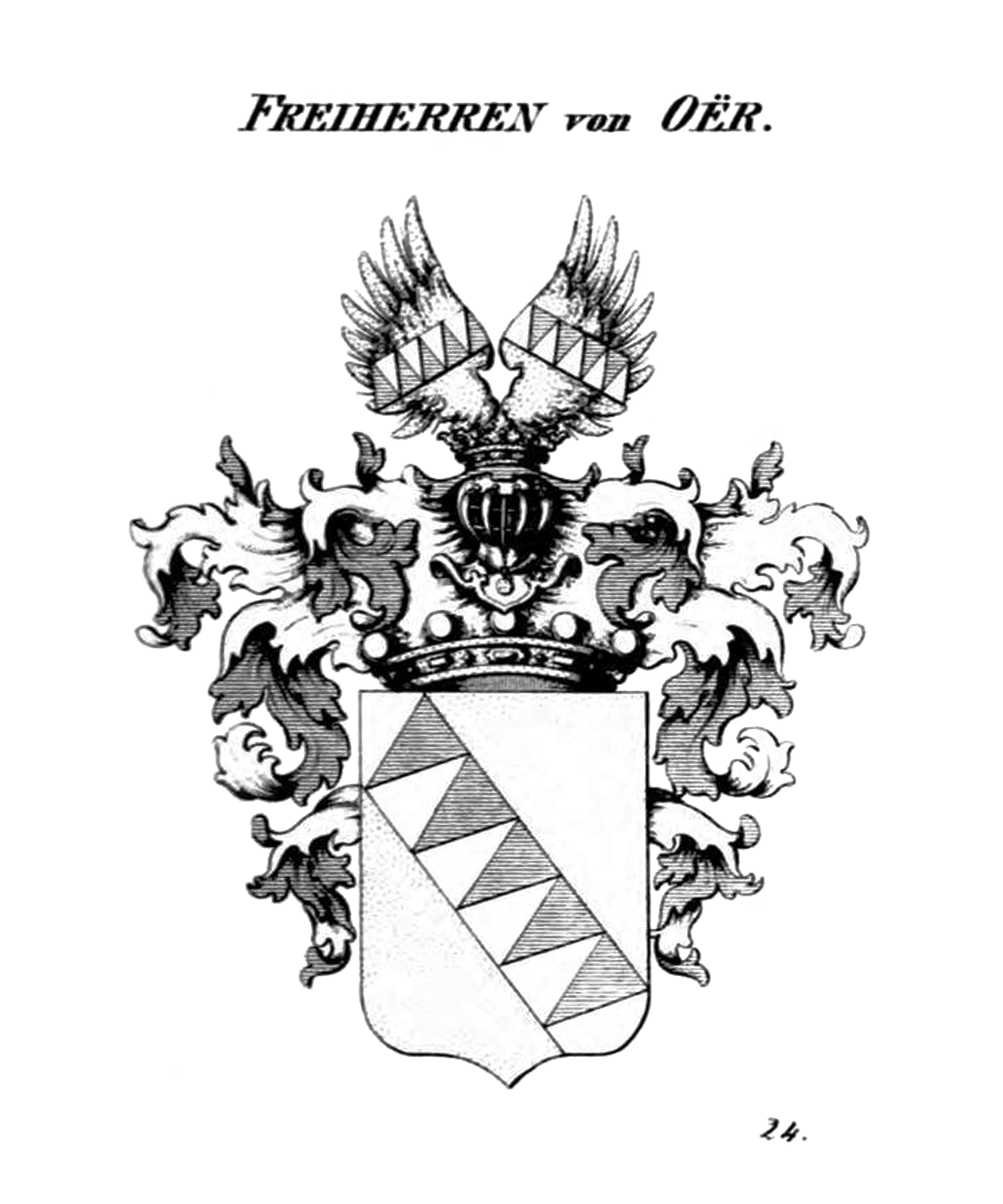
Wappen der Freiherren von Oer bei Tyroff
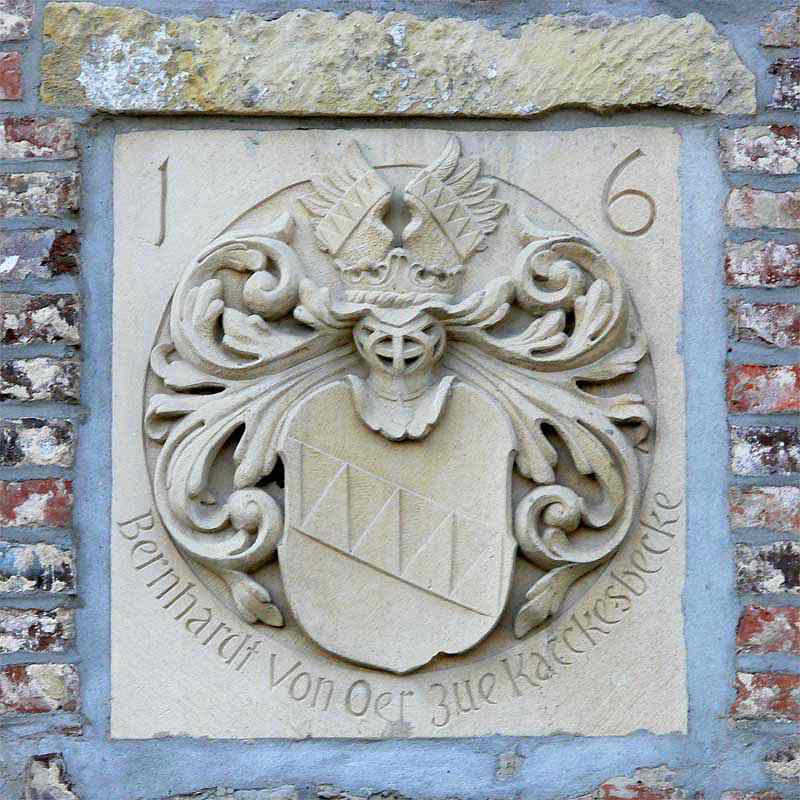
Wappen derer von Oer auf Burg Kakesbeck

Das Oer’sche Wappen wurde später von den Grafen zu Münster in ihr Wappen aufgenommen. Elemente des Wappens derer von Oer finden sich auch im heutigen Ortswappen von Oer-Erkenschwick.

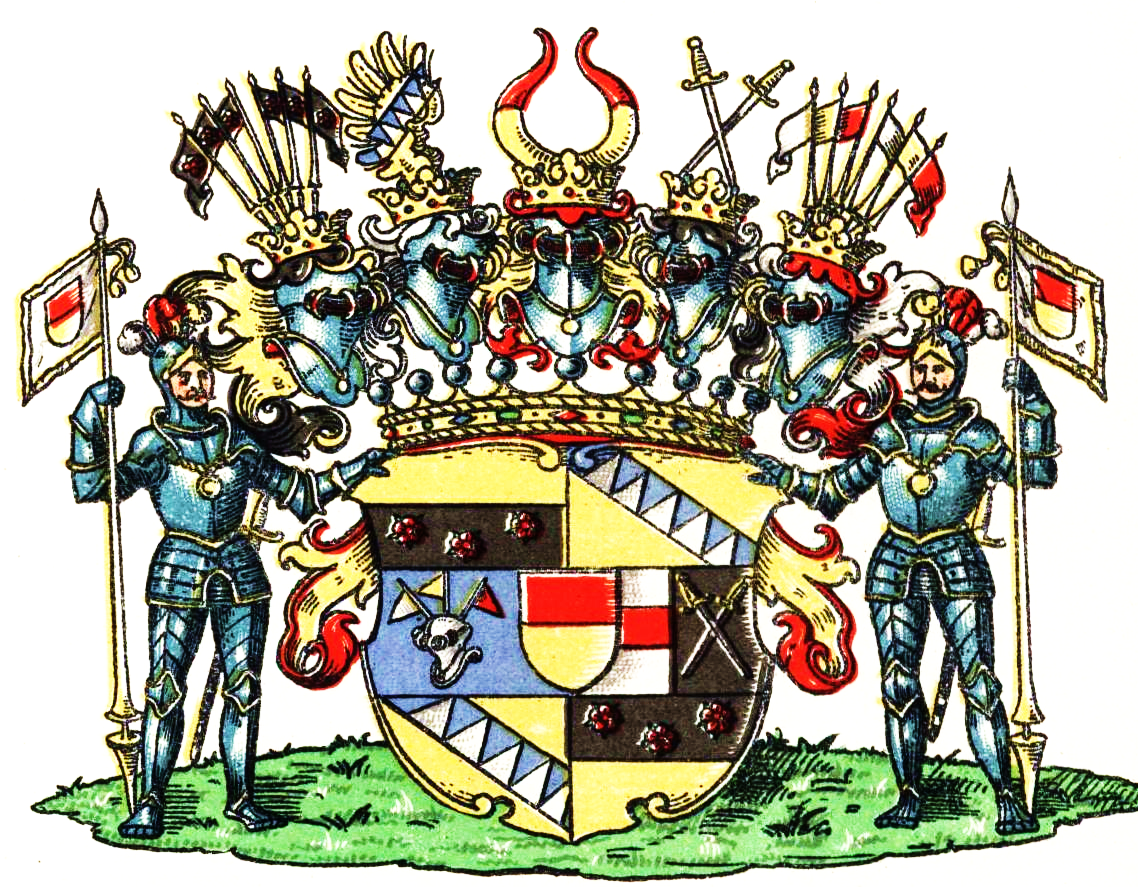
Wappen der Grafen zu Münster-Meinhövel, Freiherren von Schade, Erbmarschalle der Fürstabtei Herford im Wappenbuch des Westfälischen Adels
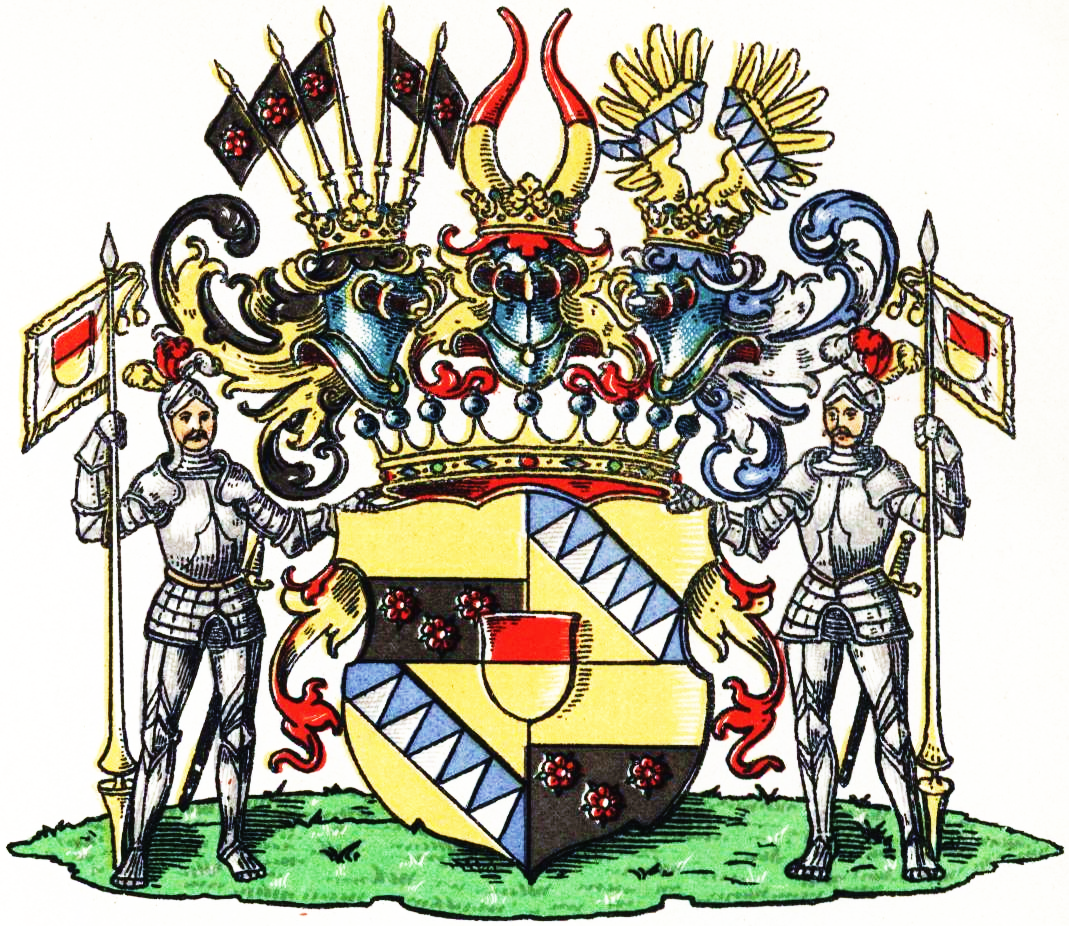
Wappen der Grafen zu Münster-Langelage, Freiherren von Oër, Herren auf Langelage und Lohe im Wappenbuch des Westfälischen Adels
Wappen von Oer-Erkenschwick

## Namensträger
- Heidenreich von Oer (* um 1340; † um 1410), Marschall von Westfalen
- Ludolf von Oer (* um 1383; † um 1460), Domherr zu Münster
- Sander von Oer (* um 1395; † 1458), kurkölnischer Kämmerer und Domherr zu Münster
- Jaspar von Oer (auch Caspar von Oer) († nach 1518) war Landdrost des Herzogtums Westfalen
- Berndt von Oer (* um 1480; † 1558), Statthalter von Münster, Berater Franz von Waldecks, Droste von Delmenhorst
- Bernhard von Oer (* 16. Jahrhundert), Domherr und Mörder des Komturs Melchior von Senden
- Hermann Philipp von Oer (1644–1703), Herzoglich Braunschweig-Lüneburgischer und Kurfürstlich Hannoverscher Offizier
- Clemens von Oer (1768–1834) (1768–1834), Politiker, Landrat des Kreises Beckum
- Maximilian von Oer (1806–1846), Schriftsteller
- Theobald von Oer (1807–1885), Historien- und Genremaler
- Alexander von Oer (1841–1896), Bauingenieur
- Friedrich von Oer (1842–1896), Oberer Kämmerer des Fürsten Ysenburg
- Anna Maria von Oer (1846–1929), Malerin der Düsseldorfer Schule
- Sebastian von Oer (eigentlich Ernst Clemens Hermann Freiherr von Oer) (1845–1925), Benediktinermönch
- Antonia Freiin von Oer-Egelborg (1872–1946), Hofdame der Herzogin Antoinette von Mecklenburg-Schwerin (1884–1944)
- Adolf von Oer (1863–1941), Politiker
- Clemens von Oer (1895–1976) (1895–1976), Politiker, Landrat und Regierungspräsident
- Antonius von Oer (1896–1968), Präsident des Westfälisch-Lippischen Kandwirtschaftsverbandes
- Rudolfine von Oer (1930–2019), Historikerin und Hochschullehrerin